# Urseni

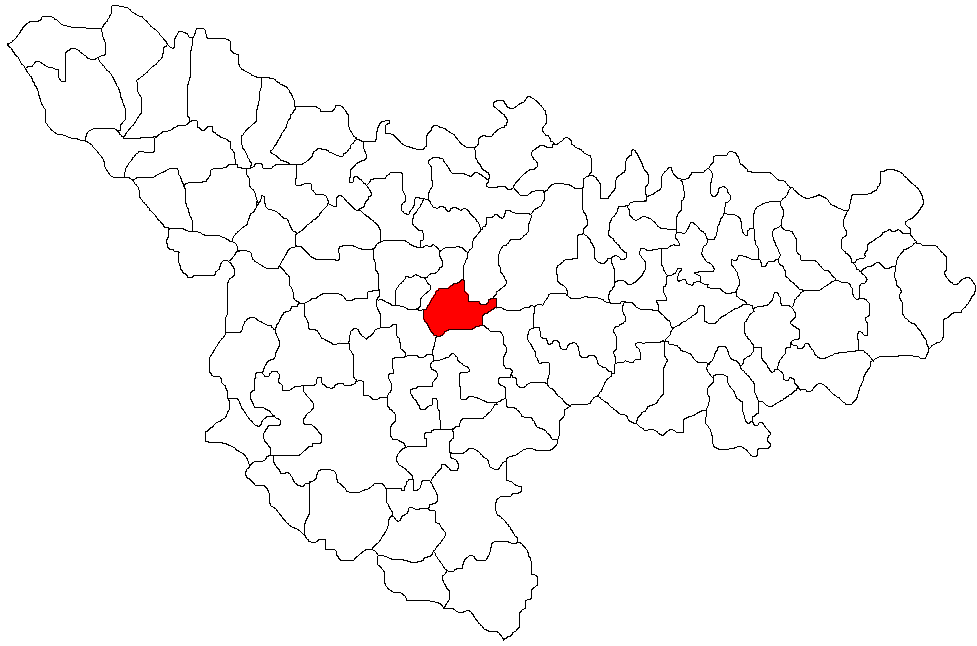
Lage von Urseni im Kreis Timiș

Urseni (deutsch Medwesch, ungarisch Magyarmedves auch Medves) ist ein Dorf im Kreis Timiș, Banat, Rumänien. Das Dorf Urseni gehört zur Gemeinde Moșnița Nouă.

## Geografische Lage
Urseni liegt 10 Kilometer südöstlich von Timișoara, am rechten Temeschufer.

## Nachbarorte
| Rudicica | Moșnița Nouă                                | Albina |
| Giroc    | Kompassrose, die auf Nachbargemeinden zeigt | Uliuc  |
| Șag      | Liebling                                    | Unip   |

## Geschichte
Eine Urkunde aus dem Jahr 1403 erwähnte Baccus, den Sohn des Adligen Niklas Medwez, als Grundherrn der Ortschaft. Auf der Josephinischen Landaufnahme von 1717, ist der Ort nicht eingetragen, erscheint aber auf der
Mercy-Karte von 1723–1724 unter der Bezeichnung Metec. 1761 gibt es eine Eintragung unter dem Namen Medves.
1781 wurde Medves von Hadzsi Pasachia für 42000 Forint gekauft. 1789 beschreibt Johann Matthias Korabinsky in seinem Buch „Geographisch-historisches und Producten-Lexikon von Ungarn“ Medves als ein rumänisches Dorf mit ausgedehnten Wäldern. Um 1800 ließen sich 32 deutsche Familien aus dem heutigen süddeutschen Raum in Medves nieder. 1803 war der ungarische Adlige Gyurky Istvan Gutsherr von Medves. 1845 wurde das Gut zwischen Gyurky Pal und Hanzely Laszlo aufgeteilt. Diese brachten 50 katholische Ungarn und 40 evangelische Slowaken als Arbeitskräfte aus den Komitaten Nógrád, Heves und Pozsony nach Medves.
Verwaltung
Während der osmanischen Herrschaft (1526–1718) war der Ort als Weideland ausgewiesen und gehörte zum Vilâyet Timișoara.
Von 1718 bis 1778 gehörte die Ortschaft zur Habsburger Krondomäne Temescher Banat. 1778 wurde das Banat von der Kaiserin Maria Theresia dem Königreich Ungarn zugesprochen. Von 1849 bis 1860 war es Teil eines eigenständigen Kronlandes der Woiwodschaft Serbien und Temescher Banat.
Nach dem Österreichisch-Ungarischen Ausgleich (1867) wurde das Banat dem Königreich Ungarn innerhalb der Doppelmonarchie Österreich-Ungarn angegliedert. Der Vertrag von Trianon am 4. Juni 1920 hatte die Dreiteilung des Banats zur Folge, wodurch Medveș an das Königreich Rumänien fiel. Nach dem Zweiten Weltkrieg wurde Urseni (Übersetzung aus dem Ungarischen: medve = urs = Bär) die amtliche Ortsbezeichnung.
Heute erlebt Urseni, dank seiner Nähe zu Timișoara, eine rasante bauliche Entwicklung.

## Demografie
| 1880 | 852  | 406  | 292 | 145 | 9  |
| 1910 | 1262 | 474  | 626 | 148 | 14 |
| 1930 | 1618 | 746  | 686 | 167 | 19 |
| 1977 | 1471 | 1114 | 329 | 27  | 1  |
| 2002 | 1151 | 950  | 161 | 10  | 30 |